# 新田県
新田県（しんでん-けん）は中華人民共和国湖南省永州市に位置する県。

## 行政区画
- 街道：竜泉街道、中山街道
- 鎮：金陵鎮、驥村鎮、梘頭鎮、新圩鎮、石羊鎮、新隆鎮、三井鎮、大坪塘鎮、陶嶺鎮、金盆鎮
- 民族郷：門楼下ヤオ族郷